# Мориц Адолф Карл фон Саксония-Цайц-Нойщат
Мориц Адолф Карл фон Саксония-Цайц-Нойщат (на немски: Moritz Adolf Karl von Sachsen-Zeitz-Neustadt; на чешки: Mořic Adolf Karel ze Sachsen-Zeitz; * 1 декември 1702, дворец Морицбург, Цайц; † 20 юни 1759, Пьолтенберг при Зноймо) от рода на Албертинските Ветини, е от 1713 г. 2-рият херцог на Саксония-Цайц-Пегау-Нойщат, домхер в Кьолн, титулярен епископ на Храдец Кралове/Кьонигсгрец (1732 – 1733) и епископ на Литомержице/Лайтмериц (1733 – 1759).

## Живот
Той е единственият син на херцог Фридрих Хайнрих фон Саксония-Цайц-Пегау-Нойщат (1668 – 1713) и втората му съпруга Анна Фридерика Филипина фон Шлезвиг-Холщайн-Зондербург-Визенбург (1665 – 1748), дъщеря на херцог Филип Лудвиг фон Шлезвиг-Холщайн-Зондербург-Визенбург и съпругата му Анна Маргарета фон Хесен-Хомбург.
Мориц Адолф става католик през 1716 г., свещеник 1725 и на 8 февруари 1730 г. титулярен епископ на Фарсала. Протежиран е от Хабсбургите и през 1731 г. става епископ на Кьониггрец и 1733 г. е изместен като епископ в Лайтмериц.
През 1741 г. Мориц Адолф отказва честването на бохемския геген-крал Карл VII. Така той си осигурява помощта на Виенския двор. Неговото харчене води през 1746 г. до конкурс на епископството. Заради конфликтите по негов адрес, той мести резиденцията си в Айхщет. Там той мисли през 1752 г. да се откаже, обаче се връща отново в Лайтмериц, понеже стои под особената подкрепа на императора.
При избухването на Седемгодишната война епископът бяга през 1756 г. от Лайтмериц и императорският двор го поставя под закрилата на пропста от Пьолтенберг. Последните си години той прекарва в Пьолтенберг.